# Sumario de las indulgencias y perdones concedidas a los cofrades del Santísimo Sacramento
El Sumario de las indulgencias y perdones, concedidas a los cofrades del Santísimo Sacramento es un documento histórico mexicano y primer documento impreso en la Ciudad de Puebla en 1642 por Pedro de Quiñones.

## Historia del documento
En 1642 se introdujo la imprenta en la Puebla de los Ángeles, evento que coincide con la segunda llegada del obispo Juan de Palafox y Mendoza, quien probablemente la estableció. En ese mismo año se imprimió el primer documento, que fue el sumario de las indulgencias y perdones, a petición de Borja y Gandía, diputado de la congregación del Santísimo Sacramento, quien lo llevó a cabo por Pedro de Quiñones. Salvador Ugarte señaló, en sus Notas de bibliografía mexicana, que se trata del primer impreso realizado en la ciudad.

## Contenido del documento
El documento contiene un manual de las indulgencias permitidas a los cofrades, cristianos laicos del Santísimo Sacramento, que era análogo al de la Europa del Medioevo de los siglos XIV y XV. Se le llama indulgencia a la facilidad de perdonar o disimular las culpas o conceder gracias. Esta remisión sólo la puede hacer la Iglesia católica, tomando en cuenta los pecados cometidos.